# Günter Perleberg
Günter Perleberg (Ciudad de Brandeburgo, 17 de marzo de 1935) es un deportista de la RDA que compitió en piragüismo en la modalidad de aguas tranquilas.
Participó en dos Juegos Olímpicos de Verano en los años 1960 y 1964, obteniendo dos medallas, oro en Roma 1960 y plata en Tokio 1964. Ganó dos medallas en el Campeonato Mundial de Piragüismo de 1963, y cinco medallas en el Campeonato Europeo de Piragüismo entre los años 1959 y 1963.

## Palmarés internacional
| Representando al Equipo Alemán Unificado |                    |                   |              |
| Juegos Olímpicos                         |                    |                   |              |
| Año                                      | Lugar              | Medalla           | Evento       |
| 1960                                     | Roma (Italia)      | Medalla de oro    | K1 4 × 500 m |
| 1964                                     | Tokio (Japón)      | Medalla de plata  | K4 1000 m    |
| Representando a la RDA                   |                    |                   |              |
| Campeonato Mundial                       |                    |                   |              |
| Año                                      | Lugar              | Medalla           | Evento       |
| 1963                                     | Jajce (Yugoslavia) | Medalla de bronce | K1 4 × 500 m |
| 1963                                     | Jajce (Yugoslavia) | Medalla de oro    | K4 1000 m    |
| Campeonato Europeo                       |                    |                   |              |
| Año                                      | Lugar              | Medalla           | Evento       |
| 1959                                     | Duisburgo (RFA)    | Medalla de oro    | K4 1000 m    |
| 1961                                     | Poznań (Polonia)   | Medalla de bronce | K1 4 × 500 m |
| 1961                                     | Poznań (Polonia)   | Medalla de oro    | K4 1000 m    |
| 1963                                     | Jajce (Yugoslavia) | Medalla de bronce | K1 4 × 500 m |
| 1963                                     | Jajce (Yugoslavia) | Medalla de oro    | K4 1000 m    |